# Festes-et-Saint-André
Festes-et-Saint-André település Franciaországban, Aude megyében. Lakosainak száma 187 fő (2022. január 1.). Festes-et-Saint-André Bouriège, Bourigeole, Montjardin, Puivert, Saint-Benoît, Saint-Jean-de-Paracol, La Serpent, Villefort és Val-du-Faby községekkel határos.

## Népesség
A település népessége az elmúlt években az alábbi módon változott:
| Lakosok száma | 105  | 159  | 201  | 213  | 195  | 208  | 206  | 198  | 194  | 187  |
|               | 1968 | 1982 | 1990 | 2006 | 2013 | 2015 | 2017 | 2019 | 2020 | 2022 |